# Keldark
 (juillet 2023).
Keldark, aussi stylisé KeldarK, est un groupe espagnol de metal alternatif, originaire de Valence.

## Histoire
Keldark est formé en 1999 à Valence en 1999. À l'origine formé par les frères Andrés, Pablo et Julián Pinazo, il a compté plusieurs musiciens à la batterie3 et une longue liste de collaborations. En 2007, ils sortent leur premier album, Slow Trip to Destruction, qui fait participer des musiciens comme Elisa C.Martín (Dreamaker, ex-Dark Moor), Alberto Maroto (Dreamaker, ex-Dark Moor), Carluti (Vahladian) et Jorge Bernabé (ex-Heldar et Crisis de Fe).
En 2013, ils sortent leur deuxième album, When the Thumb Points Down. En 2014, ils lancent une web-série humoristique intitulée KGB. En 2016, le groupe participe à la bande-son du film Zombie Spring Breakers avec son morceau Slow trip to Destruction, issu de son album homonyme. En 2017, ils sortent leur quatrième album The Brotherhood, enregistré en Espagne et au Mexique.

## Membres

### Membres actuels
- Crazy Paul − voix
- Andy Ziz − guitare
- Hulk − basse, chœurs
- Monster Beat − batterie

### Anciens membres
- Manuel Guinart − batterie (1999-2002).
- Alberto Ibáñez − batterie (2003-2004).
- Niko Fernández − batterie (2006-2008).

## Discographie
- 2007 : Slow Trip to Destruction
- 2013 : When the Thumb Points Down
- 2015 : Resilience
- 2017 : The Brotherhood